# Saint Joseph’s University

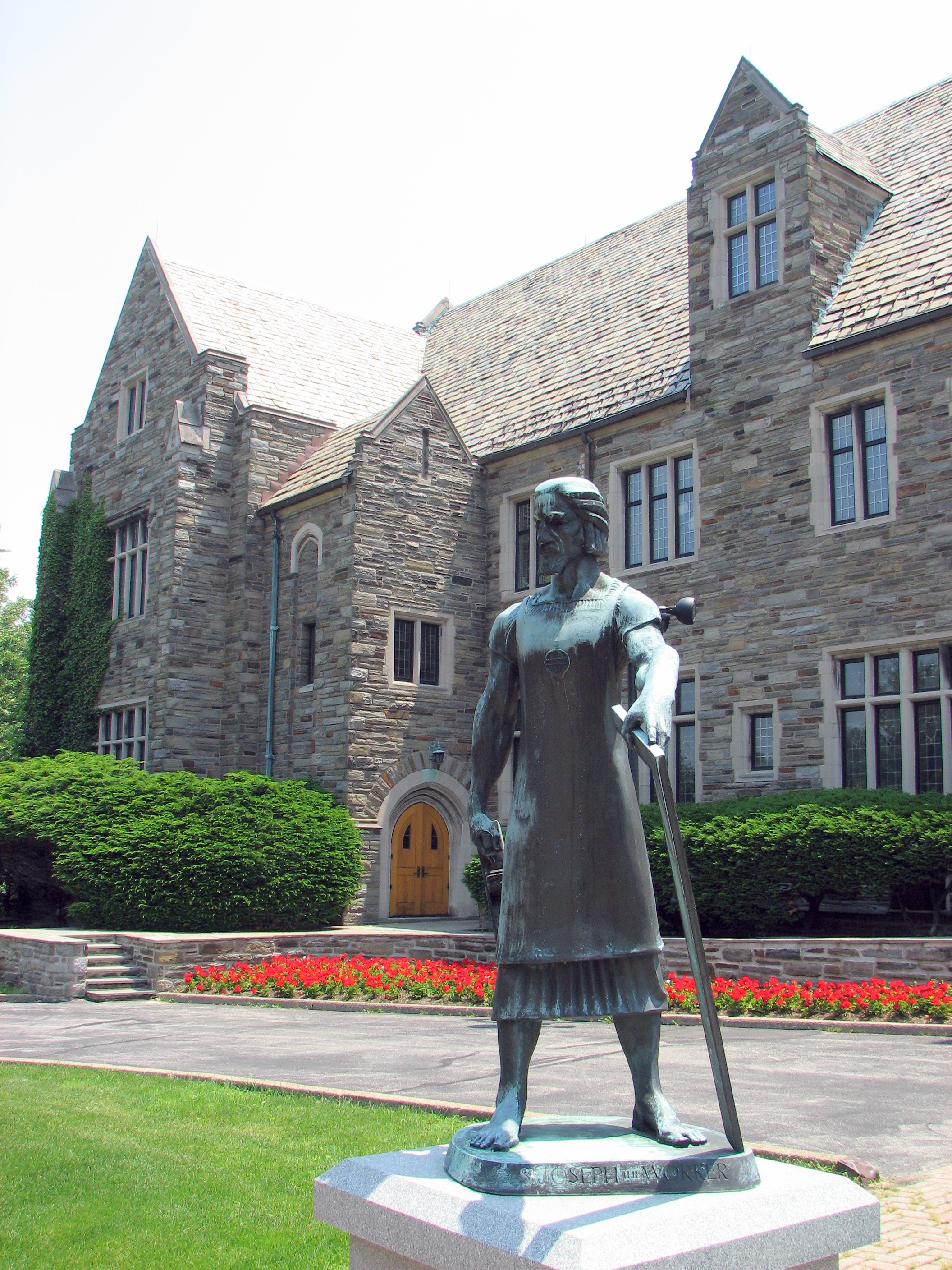
Statue von Saint Joseph

Die Saint Joseph's University ist eine private, katholische Universität in Philadelphia im US-Bundesstaat Pennsylvania. Die 1851 gegründete Hochschule ist Mitglied der Association of Jesuit Colleges and Universities, einem Verbund der 28 Jesuitenhochschulen in den USA.

## Fakultäten
- Künste und Wissenschaften
- Wirtschaftswissenschaften (Haub School of Business)
- University College

## Sport
Die Sportteams der Saint Joseph’s University sind die Hawks. Die Hochschule ist Mitglied der Atlantic 10 Conference.

## Persönlichkeiten
- John F. Lehman – Investmentbanker, Autor, US-Marineminister (1977–1981), Mitglied der Kommission für den 9/11 Commission Report
- Joseph McKenna – Politiker, Jurist, US-Justizminister (1897–1898), Richter am US-Supreme Court (1898–1925)
- Jamie Moyer – Baseballspieler (Chicago Cubs, Texas Rangers, St. Louis Cardinals, Baltimore Orioles, Boston Red Sox, Seattle Mariners, Philadelphia Phillies)
- Jameer Nelson – Basketballspieler (Orlando Magic)
- Delonte West – Basketballspieler (Boston Celtics, Seattle SuperSonics, Cleveland Cavaliers, Dallas Mavericks)
- Chazz Witherspoon – Schwergewichtsboxer